# Karma to Burn
 (juillet 2013).
Si vous disposez d'ouvrages ou d'articles de référence ou si vous connaissez des sites web de qualité traitant du thème abordé ici, merci de compléter l'article en donnant les références utiles à sa vérifiabilité et en les liant à la section « Notes et références ».
Karma to Burn est un groupe de Stoner rock instrumental. Il s'est formé à Morgantown.

## Membres

### Membres actuels
- Evan Devine
- Eric Clutter

### Anciens membres
- William Mecum †
- Rich Mullins (Year long Disaster)
- Nathan Limbaugh
- Chuck Nicholas
- Rob Oswald (Mondo Generator, Nebula)
- Daniel Davies (Year long Disaster)
- Jim Davison
- Jason "J.J." Jarosz
- Karim Chatila
- John Garcia (Kyuss, Unida, ...)
- Rob Halkett (The Exploited)

## Discographie

### Albums studio
- 1997 : Karma to Burn
- 1999 : Wild Wonderful Purgatory
- 2002 : Almost Heathen
- 2010 : Appalachian Incantation
- 2011 : V
- 2012 : Slight Reprise
- 2014 : Arch Stanton

### Albums live
- 2013 : Live at Sidro Club
- 2013 : Live in Brussel

### EPs
- 1998 : 30.33.32.20
- 2010 : Incantations Ingredients
- 2013 : Karma to Burn
- 2016 : Mountain Czar